# Carlos Fabra Marín
Carlos Fabra Marín (Xella, 1904 - França, 1970) fou un militar valencià lleial a la II República espanyola que es va distingir pel seu valor i audàcia impedint la sublevació dels seus immediats superiors, proclius al colp militar de 1936.

## Biografia
Va nàixer a Xella (Canal de Navarrés) el 1904 al si d'una família camperola nombrosa, i quedà orfe des de molt jove. Les poques possibilitats de millora social de què disposava al seu poble l'obligaren a allistar-se en l'exèrcit. Fou destinat al Cuartel de la Montaña, situat a Madrid, i més tard a la guarnició de Melilla, on va assolir el grau de sergent. Quan esclatà la sublevació militar del 18 de juliol de 1936, es trobava destinat al Batalló de Sapadors-Minadors de Paterna, pertanyent a la III Divisió Orgànica. Assabentat de la filiació colpista de bona part de l'oficialitat del susdit batalló, va decidir prendre'n el comandament directe. La matinada del 30 de juliol del 1936, el sergent Fabra Marín, armat i assistit per un grapat de soldats es presentà al lloc on ja s'havien congregat els oficials rebels, i es va produir un tiroteig amb el resultat de cinc baixes entre els oficials (tres morts i dos ferits). Després, la resta dels oficials es van rendir a Fabra, i les milícies de Paterna i Benimàmet ocuparen l'aquarterament. Des de València hi arribaren els guàrdies d'assalt que s'encarregaren del trasllat dels sediciosos cap a la presó. Fabra va ser condecorat i ascendit a capità i va fer la guerra en diferents unitats republicanes, generalment per València o Madrid. El 1938 envià la seua família al sud de França, mentre que ell mateix també volà a Tolosa de Llenguadoc el 2 de març de 1939 per exiliar-se en el susdit país. Posteriorment, l'any 1943, fou detingut pels alemanys i enviat a camps de concentració, encara que aconseguí fugir. Les seues despulles mortals descansen a l'esplanada central del cementeri de Xella.